# Gorzów Wielkopolski Wieprzyce
Gorzów Wielkopolski Wieprzyce – przystanek kolejowy w Wieprzycach w Gorzowie Wielkopolskim, w województwie lubuskim.

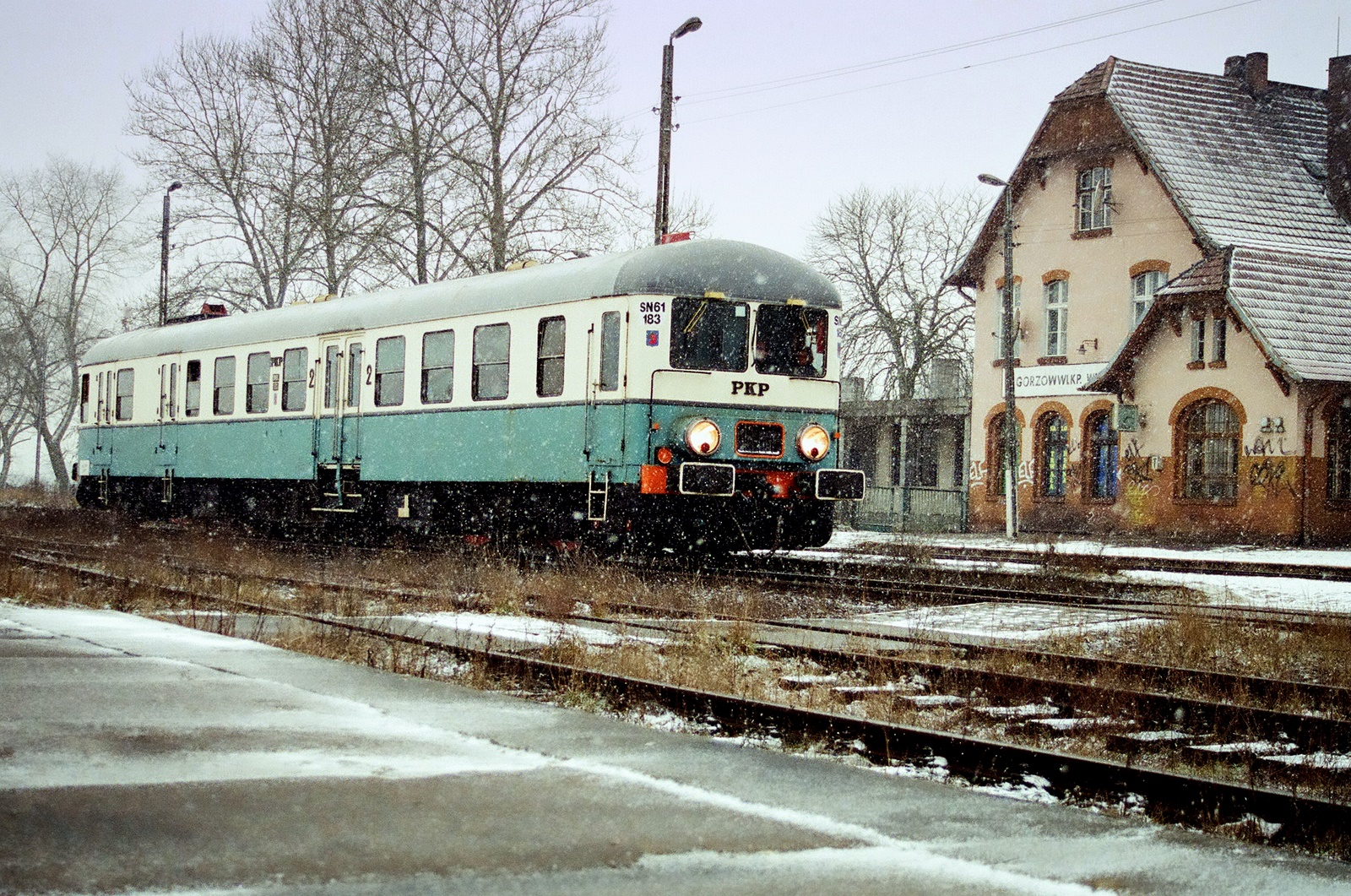
Postój spalinowego wagonu silnikowego SN61 – 183 (przejazd zorganizowany dla miłośników kolejnictwa)

## Ruch pasażerski
| Rok  | Wymiana pasażerska na dobę |
| ---- | -------------------------- |
| 2017 | 50-99                      |
| 2022 | 50-99                      |

## Połączenia
- Gorzów Wielkopolski
- Kostrzyn
- Krzyż
- Poznań Główny